# دحاح الدويرات (لقرامشة)
دحاح الدويرات هو دُوَّار يقع بجماعة سيدي احساين بن عبد الرحمان، إقليم الجديدة، جهة الدار البيضاء سطات في المملكة المغربية. ينتمي الدوّار لمشيخة لقرامشة التي تضم 3 دواوير. يقدر عدد سكانه بـ 279 نسمة حسب الإحصاء الرسمي للسكان والسكنى لسنة 2004.

## روابط خارجية
- البوابة الوطنية للجماعات الترابية نسخة محفوظة 12 مارس 2018 على موقع واي باك مشين.
- المندوبية السامية للتخطيط